# 包致金
包致金，大紫荊勳賢，QC，JP（烏爾都語：سید كمال شاه بخاري‬，1947年10月25日—）前香港終審法院常任法官，現為非常任法官，在任期間曾處理不少具有影響力的訴訟。

## 早年經歷和家庭
包致金父親是巴基斯坦裔人包大衛，於西北邊境省（當時屬印度，現屬巴基斯坦）出生，香港重光時跟隨不列顛印度軍隊到香港，於1950年代至1970年代開設證券公司。包致金生於香港，就讀於聖芳濟書院及英皇佐治五世學校，並於英格蘭學習法律，1967年完成英國倫敦四法學協會教育。包致金的兄長包志雄也是證券從業員，其妻子Rhoda Mariam Arculli Bokhary是香港交易所主席夏佳理的胞姐。包致金妻子包鍾倩薇是高等法院原訟庭法官。包致金夫婦育有三名女兒，其中一女曾於1994年因涉嫌店鋪盜竊被捕，卻在超齡的情況下獲警司警誡，不予起訴。

## 事業
包致金1970年在中殿律师学院得到大律師資格，次年成為香港大律師。1983年獲任命為御用大律師，1989年成為香港最高法院大法官。曾任藥劑業及毒藥上訴審裁處主席、遞解離境審裁處總裁、民事法庭使用者委員會主席。
自1993年蘭桂坊慘劇發生後，包致金在獲港督彭定康委任下作獨立調查，並於兩週內完成中期報告，供日後多個大型活動的控制人流措施作參考。1月11日，包致金提交中期報告，指警方沒有試圖控制聚集人數，雖然是出於不想破壞節日氣氛的好意，卻低估了控制秩序的困難度。中期報告提出建議，包括建議警方針對參與大型活動的人數進行評估及執行必要的人流限制措施、加強市民注意大型活動安全的宣傳、大型活動安排醫療人員及民安隊支援等。最後報告於1993年2月26日發表。
完成蘭桂坊慘劇調查後，包致金同年獲任命為上訴法院大法官。1997年，成為香港回歸後首批終審法院常任法官。2012年獲頒授大紫荊勳章。
包致金在任職上訴庭法官和終審法院常任法官期間，以「異見判決」聞名。不少法律界中人，認為包氏的異見判決，對普通法的發展有重大而深遠的影響。著名的異見判決包括：
1. 吳嘉玲与吳丹丹 對 入境事務處處長——FACV 14/1998
2. 談雅然及另二人 訴 入境事務處處長——FACV 20 & 21/2000
3. 何賽雲 訴 香港房屋委員會——FACV 1/2005
4. 剛果民主共和國及另五人 訴 FG HEMISPHERE ASSOCIATES LLC——FACV 5-7/2010
5. Tang Siu Man v HKSAR——FACV 1/1997
6. Thang Thieu Quyen and others v Director of Immigration——FACV 2/1998
7. The Bank of East Asia Ltd. v Tsien Wui Marble Factory Ltd——FACV 21/1998
8. HKSAR v Ng Kung Siu——FACC 4/1999
9. Lau Kong Kung v Director of Immigration -- FACV 10，11/1999
10. Li Shuk Fan v Director of Immigration——FACV 2，3/2001
11. Ng Siu Tung v Director of Immigration——FACV 1/2001
12. Next Magazine Publishing Ltd. v Man Ching Fat——FACV 5/2002
13. HKSAR v Wong Sau Ming——FACC 5/2002
14. Leung Kwok Hung; Fung Ka Keung Christopher; Lo Wai Ming v HKSAR——FACC 1,2/2005
15. Yeung Chung Ming v Commissioner of Police——FACV 22/2007
16. Hin Lin Yee; Lo Siu Kuen v HKSAR——FACC 7/2009
17. ML v YJ——FACV 20/2009
18. Peter Gerardus Van Weerdenburg v HKSAR——FACC9/2010
19. Chau Cheuk Yiu v Poon Kit Sang; Superintendent of HK Police Lau Chi Keung; Assistant Commissioner of HK Police Chan Wai Ki; Force Discipline Officer and Assistant Commissioner of Hong Kong Police Fung Siu Yuen; Deputy Commissioner of Hong Kong Police——FACV 7/2011

2012年3月28日香港政府公佈包致金因年屆65歲退休年齡退任，後轉任非常任法官。終審法院常任法官一職由比他更老的鄧國楨接任。包致金被多番追問，心中是否認為自己是被迫退休時，他說，「我不肯定被迫退休是恰當的字眼，但如果你問我，是否相信我不獲延任的原因，是因為我傾向保障自由的裁決（Liberal judgement），那我可以告訴你，我相信。」[註: "Liberal judgment"解作「傾向自由主義的裁決」]

## 參照
1. 1 2  盧子健、何安達. . 天地圖書. 1994: 37.
2. ↑  . 南華早報. 2012-12-06  [2017-07-07]. （原始内容存档于2020-07-22）.
3. ↑  The Judiciary, 1997年8月10日
4. ↑  .   [2011-10-05]. （原始内容存档于2014-04-26）.
5. ↑  Good life fit for a hero （页面存档备份，存于）, The Standard, 2005年5月26日
6. ↑  撞車拒吹波波　包致金姪女摑警員 （页面存档备份，存于），《星島日報》，2010年1月28日
7. ↑  包致金巴裔港生女兒曾高買受警誡 （页面存档备份，存于），《太陽報》，2010年1月28日
8. ↑  .   [2017-08-21]. （原始内容存档于2020-05-10）.
9. 1 2  .   [2012-10-25]. （原始内容存档于2017-04-02）.
10. ↑  .   [2012-10-24]. （原始内容存档于2021-04-16）.
11. ↑  .   [2012年11月4日]. （原始内容存档于2020年7月22日）.